# José de Bustamante y Guerra
José de Bustamante y Guerra (bautizado como "Josef Joaquín Antonio" en Ontaneda, del Valle de Toranzo, 1 de abril de 1759-Madrid, 10 de marzo de 1825) fue un marino español, gobernador de Montevideo desde 1797 hasta 1804 y siete años después, en 1811, sería asignado como capitán general de Guatemala hasta 1818. También fue caballero de la Orden de Santiago.

## Biografía

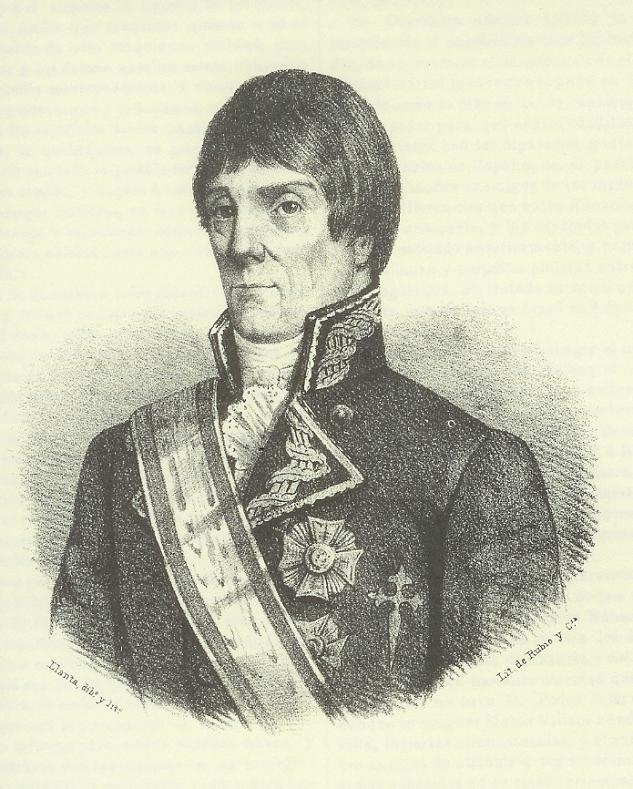
José de Bustamante y Guerra.

Descendía de los Bustamante de Toranzo y de los Guerra de Ibio; su padre fue Joaquín Antonio de Bustamante y Rueda, natural de Alceda, y su madre Clara Guerra de la Vega, natural de Santander. Solicitó una plaza de guardia marina de Cádiz en 1770, a los once años; ya era alférez de fragata en junio de 1771. Sirvió en varias campañas de mar en la escuadra al mando de Pedro de Castejón. Emprendió su primer viaje a América pocos años más tarde cuando estuvo en Puerto Rico, Cuba y las Bahamas. En 1784, con una brillante hoja de servicios, alcanza el empleo de capitán de fragata. Primero se las ve con los piratas; lo apresaron los ingleses en el navío Santa Inés tras una refriega en la que detuvieron su rumbo a Filipinas y estuvo cautivo un año en Irlanda, tras lo cual le dejaron volver.
El 20 de octubre de 1782 tomó parte en el combate naval de Gibraltar, contra la escuadra de Richard Howe, primer conde de Howe, a pesar de que estaba herido. Su barco fue muy dañado en una batalla librada cerca de Cádiz. Bustamante entonces preparó una proyectada conquista de Jamaica, lo que no llevó a cabo por el Tratado de París en 1783. Ingresa como caballero de la Orden de Santiago el 21 de octubre de 1784.

## Expedición Malaspina-Bustamante (1789-1794)
En el verano de 1788 proyecta con su camarada y también capitán de fragata Alessandro Malaspina (uno de los personajes más singulares de su época), un viaje de la Real Armada de carácter político-científico por los territorios de ultramar del imperio español. El 10 de agosto de 1788 enviaron una carta solicitándolo al Ministro de Marina, Antonio Valdés, y el 10 de septiembre de 1788 contestó que el rey Carlos III había autorizado el viaje. El nombre que ambos propusieron en su solicitud fue el de "Viaje científico y político alrededor del mundo", pero durante el desarrollo del viaje era incluso oficialmente conocida como "Expedición vuelta al mundo", tras entrar España en guerra contra Francia recibieron la orden de regresar e incluso con un cometido para la Corona y teniendo que hacerlo desde América y no por África como estaba proyectado por lo que no pudieron completar la vuelta al mundo motivo por el que volvió a cambiar de denominación por la de "Expedición ultramarina iniciada el 30 de julio de 1789", casi un siglo después se volvió a tomar noticia de esta expedición, pues el llamado Príncipe de la Paz -Godoy- incautó toda la documentación de la expedición prohibió toda publicación o mención tras desterrar a Malaspina de España por causa de traición contra él y el rey Carlos IV hasta que en 1885 el Teniente de Navío Pedro Novo y Colson publicó el estudio que denominó Viaje Político-Científico alrededor del mundo por las Corbetas Descubierta y Atrevida, al mando de los Capitanes de Navío Don Alejandro Malaspina y Don José Bustamante y Guerra desde 1789 a 1794 y así sucesivamente, se le han venido otorgando distintas denominaciones como la de Expedición Malaspina, Expedición de la Real Armada Malaspina-Bustamante o Expedición Malaspina-Bustamante. La tripulación estaba compuesta por voluntarios entre una selecta y mejor oficialidad de la Real Armada del momento, a la que se añadieron botánicos, pintores, médicos y otros humanistas ilustrados, y navegaron entre 1789 y 1794 a bordo de las corbetas Descubierta y Atrevida, esta última dirigida por él mismo, construidas especialmente para el viaje. Es recompensado con el grado de capitán de navío (1791). Desde Cádiz, donde iniciaron la travesía en 1789 franquearon el Atlántico para alcanzar Buenos Aires y Montevideo y, tras recorrer la Patagonia, salvan el cabo de Hornos y, bordeando la costa oeste de los virreinatos de Perú y Nueva Granada, recorren Nueva España, incluyendo California, Nutca y Alaska. Dejan atrás América y ponen rumbo al Pacífico, navegando por la Polinesia, las Islas Marianas, las Filipinas, Macao, Mindanao, Nueva Guinea, las Nuevas Hébridas, Nueva Zelanda, Australia y el archipiélago de los Amigos hasta el puerto de Callao, luego navega José de Bustamente con la corbeta Atrevida hasta las Islas Malvinas y de allí a las Islas Aurora, descubriendo la que llamaron Isla Nueva, siendo la navegación por el océano antártico muy arriesgada al tener que evitar cientos de témpanos de hielo, luego de vuelta a Montevideo donde estaba la corbeta Descubierta retornaron a Cádiz dando escolta militar a un numeroso y valiosísimo convoy, lo que fue agradecido por la Corona, ya que entonces España estaba en guerra contra Francia. Cumplen con creces todas las expectativas científicas previstas. Se dibujaron modernas cartas de navegación y actuales mapas geográficos, se confeccionaron magníficas colecciones minerales y botánicas con especies hasta entonces desconocidas y se aportó una gran documentación visual con precisos informes referentes al estado social, político y militar de las colonias.

## Regreso a España

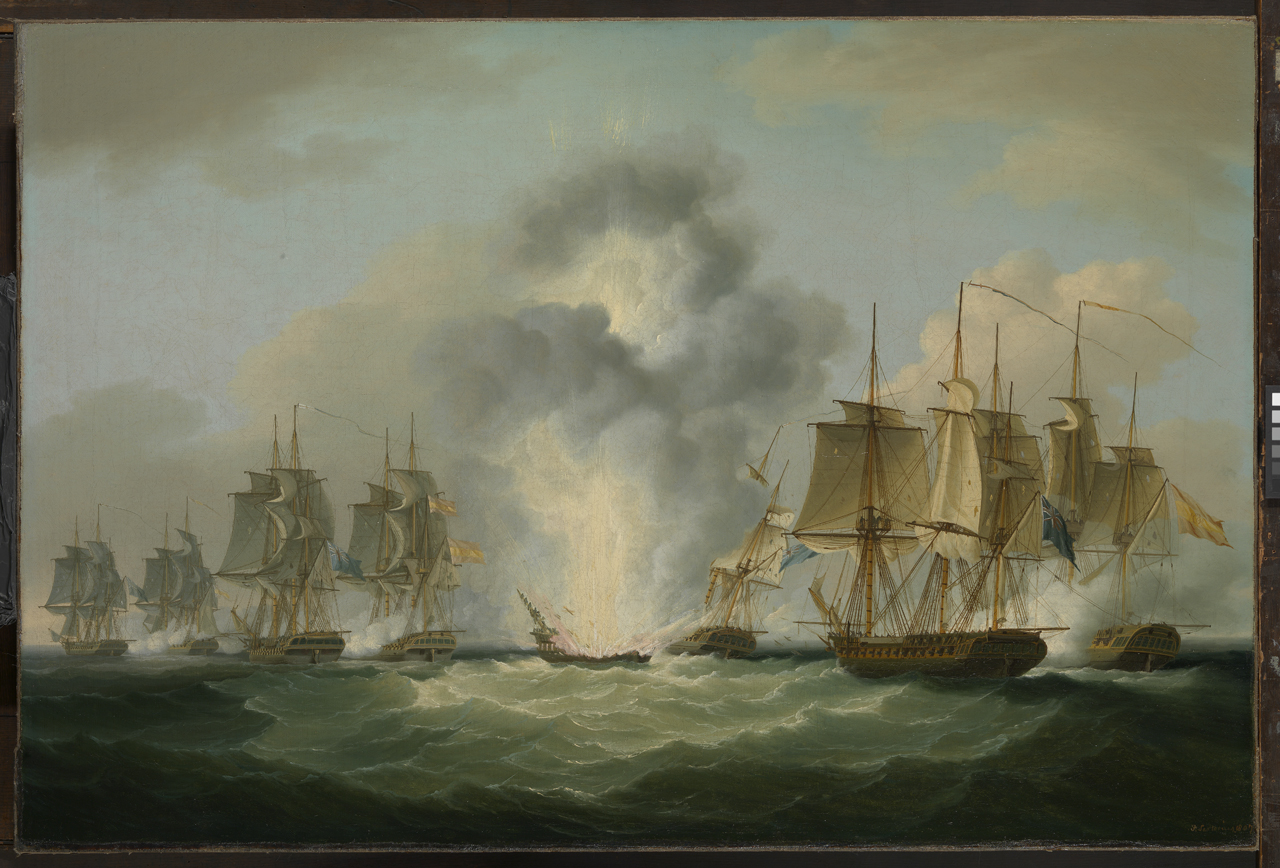
Batalla del Cabo de Santa María, 5 de octubre de 1804, por Francis Sartorius (National Maritime Museum).

A su regreso a España en septiembre de 1794 entrega el diario del viaje, es recibido por el rey junto con Alejandro Malaspina y con esos méritos fue ascendido a brigadier; pero Malaspina critica la mala situación y administración de las colonias y Godoy lo encarcela y requisa todo el archivo de la expedición, que permanece confinado y olvidado hasta que en 1885 otro militar, el teniente de navío Pedro Novo y Colson, lo recupera y publica, gracias a lo cual se conocieron muchos detalles de la expedición. Bustamante fue nombrado gobernador de Montevideo en 1796 y se asentó en aquella ciudad el 11 de febrero de 1797. Durante su gobierno la ciudad era punto de abastecimiento de corsarios que merodeaban la zona del Río de la Plata: se documenta, por ejemplo, la presencia del corsario francés Pierre-Marie Le Bozec (1769-1830), capitán de la fragata La Républicaine.
Además se le nombra comandante general de los bajeles del Río de la Plata con la misión de poner en marcha su plan de defensa de la América meridional, planteado tras el citado viaje político-científico; es al regresar a España en el año 1804 al mando de una flotilla de cuatro fragatas, Nuestra Señora de las Mercedes, La Clara, La Medea y La Fama, cuando fue interceptado al llegar frente a las costas del Algarve (Portugal), el 5 de octubre de 1804, por una escuadra inglesa al mando del comodoro Graham Moore e, inexplicablemente, pues España estaba en paz con Gran Bretaña desde la firma del Tratado de Amiens (1802), se entabló un combate naval conocido como la batalla del Cabo de Santa María. La fragata La Mercedes fue voladas con un cargamento de cuatro millones de pesos de caudales de comerciantes de Lima y Buenos Aires. Perecieron 249 tripulantes y comerciantes con sus familias. Vista la inferioridad de su flotilla y herido, el Brigadier Bustamante rindió las otras tres fragatas que resistían, que fueron apresadas y transportadas al puerto de Gosport en Inglaterra. Una vez liberado, se sometió a un consejo de guerra en España, que le absolvió. Tuvo tiempo para luchar en la Batalla de Trafalgar.
En 1807 fue nombrado vocal de la Junta de fortificaciones y defensa de las Indias. En 1808 abandonó Madrid por no querer prestar juramento al rey intruso José Bonaparte y huyó disfrazado de fraile a Sevilla, donde se puso al orden de la Junta Suprema Central que le ascendió a Teniente General. El Consejo de Regencia le nombró Presidente de la Audiencia de Charcas, luego de Cuzco, cargos que declinó por causas desconocidas. Por entonces abraza el absolutismo de Fernando VII.
En 1810 es destinado a la Capitanía General de Guatemala, en una época de gran actividad independentista; desarrolla una política reformista de corte ilustrado, pero ante la revolución de Hidalgo y Morelos en la Nueva España preparó tropas en Guatemala y creó el "cuerpo de voluntarios de Fernando VII" y desde su puesto se enfrentó a los constitucionalistas locales, reprimiendo duramente a los insurgentes; se opuso a la constitución liberal de 1812, denunció a su sucesor nombrado Juan Antonio de Tornos, Intendente de Honduras, por supuestas tendencias liberales y así logró su confirmación en su puesto por Fernando VII en 1814. Fue el más drástico e intransigente de todos los Capitanes Generales del Reino de Guatemala, enviado especialmente para reprimir el movimiento de independencia y tristemente recordado por la crueldad que puso en el cumplimiento de su función; ceñudo y amargo, pero no tonto, llegó a la conclusión de que en el reino de Guatemala era necesaria una amplia repartición de tierras entre la gente pobre. En un documento de 1813, dirigido al gobierno peninsular y "muy reservado" aconsejó: "...Abrir las fuentes de riquezas públicas para desterrar la miseria que dispone a los que la sufren a revoluciones en que esperan variar su suerte; multiplicar el número de propietarios para aumentar el de verdaderos ciudadanos (...) Proteger liberalmente a los indios, clase la más numerosa y recomendable, al mismo tiempo que por su sencillez es la más expuesta a ser seducida". Y a la hora de recomendar las medidas concretas más urgentes para impedir que en Guatemala se desarrollaran los planes de subversión contra la Corona, Bustamante recomendó mucha drasticidad, reforzar las milicias, pero también: ":...que se repartiesen en pequeñas suertes a los mulatos e indios honrados que no fuesen propietarios, las tierras que se pudiesen conceder sin perjuicio de tercero, proporcionándoles caudales del fondo de comunidades para los primeros gastos de cultivo".La eficacia que el presidente le suponía radicaba en que la falta de tierra era un poderoso factor de descontento entre indígenas y mestizos (a quienes llama "mulatos" según el uso de la época) y él esperaba que aquellos repartos fueran, por eso mismo, un golpe en contra de la opinión favorable a la Independencia.
Fue destituido en agosto de 1817 y volvió a España en 1819. Ese mismo año entró nuevamente a formar parte de la Junta de Indias. En 1820 fue recompensado con la Gran Cruz de la Orden Americana de Isabel la Católica y se le nombra director general de la Armada hasta 1822. En 1823 fue integrante de la Junta de expediciones a América, y un año después, volvió otra vez a la Dirección General de la Armada y trabajó en el Ministerio de Marina de Madrid hasta su muerte en 1825, siendo su cargo militar el de "Teniente General de la Armada Nacional".
Fue caballero de la Orden de Santiago desde 1784, y el rey le nombró caballero gran cruz de la Orden de San Hermenegildo y caballero gran cruz de la Orden de Isabel la Católica.
| Predecesor: Antonio Olaguer Feliú                | Gobernador de Montevideo 1797-1804     | Sucesor: Pascual Ruiz Huidobro       |
| Predecesor: Antonio González Mollinedo y Saravia | Capitán General de Guatemala 1811-1818 | Sucesor: Carlos de Urrutia y Montoya |